# Anna Verouli
Anna Verouli (griechisch Άννα Βερούλη, * 13. November 1956 in Kavala) ist eine ehemalige griechische Speerwerferin.

## Karriere
1981 übertraf Anna Verouli erstmals die 60-Meter-Marke. Bei den Europameisterschaften 1982 in Athen lag bis zum fünften Durchgang Antje Kempe aus der DDR mit 67,94 Meter in Führung. Dann gelang Anna Verouli mit 70,02 Meter eine neue persönliche Bestleistung. Sie gewann Gold vor Kempe und ihrer Landsfrau Sofia Sakorafa. Die beiden Medaillen waren die einzigen Medaillen für das Gastgeberland bei diesen Europameisterschaften.
Ein Jahr später bei den Weltmeisterschaften 1983 in Helsinki gewann mit Tiina Lillak (FIN) erneut eine Speerwerferin aus dem Gastgeberland. Hinter Fatima Whitbread (GBR) belegte Anna Verouli mit 65,72 Meter den dritten Platz und gewann die einzige Medaille für Griechenland bei dieser WM.
Ihre Bestleistung verbesserte Anna Verouli über 70,02 Meter 1982 und 70,90 Meter 1983 auf 72,70 Meter 1984. Bei den Olympischen Spielen 1984 in Los Angeles belegte sie in der Qualifikation Platz 13. Sie wurde positiv auf Nandrolon getestet und musste 1985 wegen der Doping-Sperre pausieren. 1986 trat sie wieder an und wurde mit 57,06 Meter Zehnte bei den Europameisterschaften in Stuttgart. Obwohl sie noch bis in die neunziger Jahre weiterwarf, erreichte sie nie mehr die Leistungsstärke der Jahre 1982 bis 1984. Ihre beste Platzierung war Platz 8 bei den Europameisterschaften 1990 in Split.
Bei einer Körpergröße von 1,66 m betrug ihr Wettkampfgewicht 75 kg.